# Национална задруга - фашисти
Национална задруга за политическо възраждане (от септември 1932 година "Национална задруга фашисти – НЗФ") е крайнодясна фашистка политическа партия в България, активна между 1930 и 1934 г.

## История
Създадена е на 6 октомври 1930 г. като политическо крило на Съюза „Българска родна защита“ и е оглавена от доктора по коституционно право Александър Сталийски. На политическата сцена излиза през февруари 1931 г. През май същата година се появява печатния ѝ орган в. „Възраждане“. Под енергичното ръководство на ерудит като д-р Ал. Сталийски и с финансовата подкрепа на индустриалеца инж. Велизар Пеев, Задругата бързо постига успехи. Тя създава свои поделения с повече от 200 регионални представители, особено активни са русенската, варненската и ломската местни организации. Организацията става партийна и декларира 10 000 членове в 1932 г., (според други сведения списъчният състав е към 8000 души). Обявява се срещу политическата и морална поквара, корупцията, користта и деморализацията на нацията от партийтите противоборства водещи до упадък целия държавен организъм. Изработва свои програми за различни общински избори (включително специална платформа за участие в софийските общински избори от есента на 1932 г.). След провала на партията на изборите през юни 1931 г., между нея и Съюза „Българска родна защита“ настъпва разрив. От нейните среди излизат няколко инициативи за обединение на сходни формации включително през юни 1933 г. със „Звено“ – станал в 1944 г. един от главните извършители на деветосептемврийския преврат. Въпреки енергичните усилия на Сталийски, партията не успява да си създаде широка база, а преговорите със звенарите, който също виждат обществено-политическата система в страната радикално реформирана по фашистки образец, се провалят заради недопустимо про-югославските тежнения на „Звено“. След оттеглянето на основния ѝ спонсор иднустриалеца инж. Велизар Пеев в началото на 1934 г. дейността на НЗФ замира, на 14 април излиза последният брой на в. „Възраждане“, а след Деветнадесетомайския преврат тя е официално закрита от звенарската власт заедно със забраната на всички политически партии.